# El maizal
El maizal (en inglés, The Cornfield) es un cuadro del pintor romántico británico John Constable, datado en 1826. Se trata de un óleo que mide 143 cm de alto por 122 cm de ancho. Se encuentra en la National Gallery de Londres, Reino Unido.
Fue mostrado por vez primera en la exposición de la Royal Academy de 1826. Se cree que mostraba un sendero desde East Bergholt hacia Dedham, Suffolk. El paisaje de la zona fue objeto de muchos cuadros de Constable, entre ellos, Valle de Dedham.
Por este sendero campestre camina un rebaño de ovejas. A la parte izquierda de la composición hay un pastorcillo que bebe en un estanque, junto a un asno; por ello Constable se refería esta pintura como «The Drinking Boy» (El chico bebiendo). 
El dibujo de los árboles que están a los lados del lienzo se abre y deja entrever a los campesinos trabajando en un campo de cereal que da título al cuadro.